# Visconde de Abrançalha
Visconde de Abrançalha é um título nobiliárquico criado por D. Luís I de Portugal, por Decreto de 24 de Julho de 1869, em favor de João José Henrique Trigueiros de Castro e Ataíde.
Titulares
1. João José Henrique Trigueiros de Castro e Ataíde, 1.º Visconde de Abrançalha.

Após a Implantação da República Portuguesa, e com o fim do sistema nobiliárquico, usou o título: 
1. Maria João Rémus Trigueiros Martel, 2.ª Viscondessa de Abrançalha, 4.ª Condessa de Castelo Branco.